# Fascistische Jongerenunie
De Fascistische Jongerenunie (Russisch: Sojoez Fasjistskoj Molodjozji) was de jongerenorganisatie van de Russische Fascistische Partij (RFP). De beweging werd opgericht in 1936 in Harbin, Mantsjoekwo. Alle leden van de RFP die tussen de 16 en 25 jaar oud waren werden automatisch lid van de beweging.
De ideologie van de Fascistische Jongerenunie (FJU) werd volledig bepaald door te ideologie van de RFP. Leden van de RFP die de juiste leeftijd hadden werden automatisch lid van de FJU, dit gold voor zowel mannen als vrouwen. Leden van FJU bleven ook lid van de RFP.
De Unie bestond uit twee groepen, Junior en Senior, die beide weer uit twee niveaus bestonden: het tweede niveau (Jonge Fascist) en het eerste niveau (Avangardisty). Leden moesten examens doen om een hoger niveau te bereiken. Wie alle niveaus doorlopen had, werd toegelaten tot de Fascistische Academie Stolypin.
De FJU had culturele, educatieve, dramatische en filosofische genootschappen. Ook voorzag zij in lessen in naaien en vreemde talen. De militaire en politieke genootschappen waren de belangrijkste binnen de Unie. De voorzitter van de FJU werd aangesteld door de leider van de RFP, waarna de nieuwe voorzitter zelf de rest van het bestuur samenstelde.